# Takahira Kogorō
Kogorō Takahira (高平 小五郎 Takahira Kogorō?) (29 de enero de 1854-28 de noviembre de 1926) fue un diplomático japonés que fungió de embajador en los Estados Unidos de 1900 a 1909. Por sus servicios, obtuvo el título de barón.

## Orígenes
Takahira nació en lo que modernamente es la ciudad de Ichinoseki, en la prefectura de Iwate De origen relativamente modesto, se graduó en la Kaisei Gakkō (la institución predecesora de la Universidad de Tokio).

## Carrera diplomática
En 1876, ingresó en el Ministerio de Asuntos Exteriores. Su primer cargo en los Estados Unidos fue el de agregado de la embajada, que obtuvo en 1879; en 1881 ascendió a secretario. Más tarde, de vuelta en Asia, sirvió brevemente en calidad de encargado de negocios en Corea y cónsul general en Shanghái. En 1887 volvió a los Estados Unidos como cónsul general en Nueva York.
A continuación, se lo nombró ministro en los Países Bajos y Dinamarca, y luego embajador en Roma, Viena y Berna; en 1901 regresó a Washington D. C. para asumir el puesto de embajador ante los Estados Unidos. Desempeñó este cargo de 1901 hasta 1905.

Las negociaciones del Tratado de Portsmouth (1905). De izquierda a derecha: al fondo, los rusos Korostovetz, Navohoff, Witte, Rosen y Plancoff; en primer plano, los japoneses Adachi, Ochiai, Komura, Takahira y Sentóō. La mesa se conserva en el museo Meiji Mura de Inuyama, en la prefectura japonesa de Aichi.

Takahira participó en varias importantes negociaciones con los Estados Unidos. Fue asimismo uno de los miembros más destacados de la delegación japonesa que pactó con los rusos el Tratado de Portsmouth, que puso fin a la guerra ruso-japonesa.
En 1907, se lo nombró embajador en Roma. El Ministerio de Asuntos Exteriores nipón volvió a destinarlo a Washington D. C. en 1908-1909.
Como principal negociador japonés, dio nombre al acuerdo Root-Takahira de 1908, que trató de mejorar las relaciones entre los Estados Unidos y Japón mediante la definición del papel de cada país tanto en el Pacífico  como en China.
Posteriormente, Takahira recibió el título de danshaku (barón) del sistema nobiliario japonés (Kazoku), obtuvo un puesto en la Cámara de los Pares, y, más tarde, en el Consejo Privado.

## Condecoraciones y títulos
- Orden del Sagrado Tesoro, Gran Cordón.[3]
- Honorable Comandante de la Orden de San Miguel y San Jorge (KCMG) (20 de febrero de 1906)[4]
- Gran Cordón de la Orden del Sol Naciente (1 de abril de 1906)